# Signe Søes
Signe Søes, född 8 april 1983, är en dansk orienterare. Hennes främsta meriter är guld i medeldistans vid EM 2014 samt silver i medeldistans vid EM 2010. Hon har även vunnit ett JVM-silver och blivit dansk mästarinna åtta gånger.